# کولم بای وایتس
کولم بای وایتس (به آلمانی: Kulm bei Weiz) یک منطقهٔ مسکونی در اتریش است که در وایتس واقع شده‌است. کولم بای وایتس ۵٫۹ کیلومتر مربع مساحت دارد ۴۹۷ متر بالاتر از سطح دریا واقع شده‌است.